# Columba versicolor
Columba versicolor е изчезнал вид птица от семейство Гълъбови (Columbidae).

## Разпространение
Видът е разпространен в Япония.